# Toshihiro Aoyama
Toshihiro Aoyama (Kurashiki, Prefectura d'Okayama, Japó, 22 de febrer de 1986) és un futbolista japonès.

## Selecció japonesa
Ha disputat 3 partits amb la selecció del Japó.
El 12 de maig de 2014 s'anuncià la seva inclusió a la llista de 23 jugadors de la selecció japonesa per disputar el Mundial de 2014 al Brasil. Els dorsals van ser anunciats el 25 de maig.